# 阿穆爾龍屬
阿穆爾龍屬（學名：Amurosaurus）是鴨嘴龍科賴氏龍亞科恐龍的一個屬，生活於白堊紀最末期的北亞，約6600萬年前。與其他賴氏龍亞科一樣，牠主要是雙足的草食性恐龍，有著鴨嘴獸般的鼻端，及頭頂有一個空冠，但是還沒有被發現頭冠的化石。成年阿穆爾龍的化石很稀少，但估計最少有6米長。

## 命名

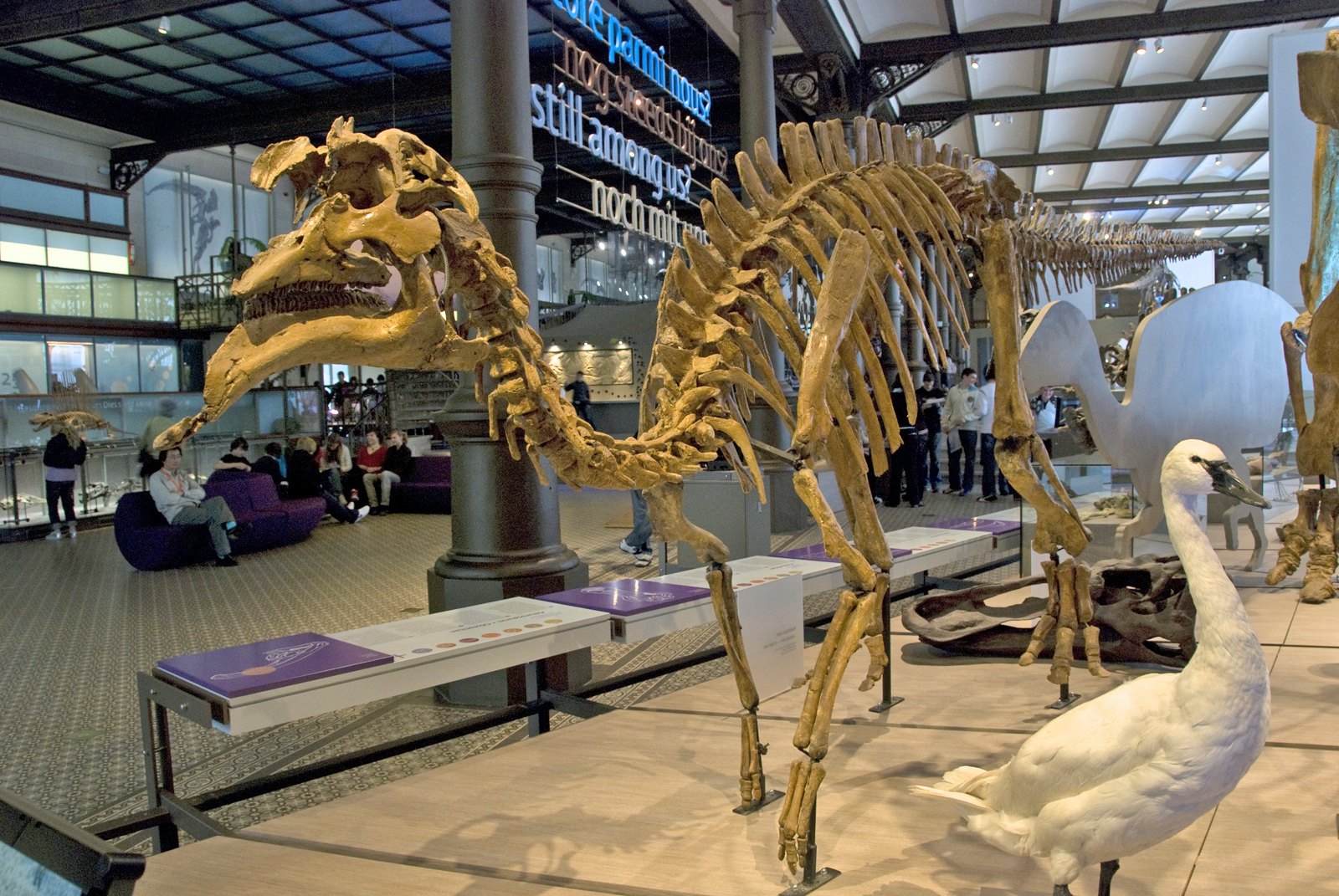
阿穆爾龍的骨架 - 布魯塞爾

在1991年，俄羅斯古生物學家尤瑞·波奴特斯基（Yuri Bolotsky）及Sergei Kurzanov首先描述及命名這種恐龍。屬名是由黑龍江的俄羅斯名字而來；黑龍江是位於俄羅斯及中國的邊界，是在發現這種恐龍的位置附近。此屬目前只有一個種，即模式種李氏阿穆爾龍（A. riabinini），是為紀念俄羅斯古生物學家Anatoly Riabinin而命名，他是首位於1916年及1917年在黑龍江地區發現恐龍化石的俄羅斯探險家。

## 化石發現
所有阿穆爾龍的化石都是從單一的骨床發現，位於1984年在俄羅斯遠東地區阿穆爾州的布拉戈維申斯克（海蘭泡）市郊。這些化石是從Udurchukan地層中被發現，這是俄羅斯遠東及中國東北的察尕沿組的最古老地層。這個地層估計是屬於上白堊紀的麥斯特里希特階末期，距今約6550萬年前。沉積物是形成自一條河流的氾濫平原，該河流將化石運送了一段短距離，因此化石隨意沉積及脫落，但骨骼完好保存在骨床中，包括易碎的頭顱骨。只有一少部份的骨床被發掘，而90%的化石是屬於賴氏龍亞科，如阿穆爾龍（但多是幼龍），而其他化石是屬於其他物種，例如鴨嘴龍科的克貝洛斯龍。獸腳亞目的牙齒亦很豐富，在骨頭上有很多由獵食動物或食腐動物的牙齒痕跡。
阿穆爾龍的正模標本只包含一個上頜骨及一個齒骨，兩者都是同一個體的左邊。骨床中還發現頭顱骨的其他部份及骨骼，都是屬於其他的個體。這些化石亦被描述，使得阿穆爾龍成為俄羅斯恐龍中，研究最為完整的。
阿穆爾龍的特徵是其頭顱骨有很多的獨有衍徵，或是獨特的特徵，例如在正面或側面呈S型的尺骨。其他已知的賴氏龍亞科的頭顱骨頂都有著空冠，雖然不清楚阿穆爾龍有否這個構造，但頭顱骨的結構似乎是支撐著一個類似的構造，所以可以估計阿穆爾龍也有著冠狀物。在2006年，阿穆爾龍的大部分特徵都被研究過，當時有一個分支系統學分析，將牠分類為基礎賴氏龍亞科恐龍，比較青島龍及牙克煞龍更為衍化。
所有已知的原始賴氏龍亞科都是在亞洲，所以有理論認為賴氏龍亞科是源於亞洲，後來再分散橫渡白令海峽至北美洲。賴氏龍亞科的兩個類別：副櫛龍族（如副櫛龍及卡戎龍）及冠龍族（如冠龍及日本龍）是後來演化而成的。由於兩類的成員都在北美洲及亞洲被發現，牠們演化後必然有進一步的分散，但分散方向卻不清楚。